# Quartetto Italiano
El Quartetto Italiano ha estat un dels millors quartets de corda del segle xx. Fundat per Paolo Borciani, Elisa Pegreffi, Lionello Forzanti i Franco Rossi, va estar en actiu del 1945 al 1980. Destaquen en especial per la seva gravació del cicle complet de quartets de corda de Beethoven, feta entre 1967 i 1975.

## Història
El debut de la formació va ser a Carpi en el 1945, quan els quatre instrumentistes no tenien encara vint anys. El conjunt va néixer amb el nom de Nou Quartet Italià, per distingir-se d'un altre "Quartet Italià", que havia estat fundat a l'inici del Nou-cents pel violinista Remy Principe; l'adjectiu Nou va ser eliminat en el 1951 per donar lloc a la denominació definitiva de Quartet Italià.
Fins a la seva desaparició, en el 1980, va ser el més cèlebre grup de cambra italià apreciat pel seu rigor interpretatiu, l'equilibri sonor i la perfecció tècnica, característiques documentades en una àmplia discografia.
La primera incursió discogràfica del conjunt va ser realitzada a Suïssa per a la casa discogràfica alemanya Telefunken, en quatre discos a 78 rpm, en el 1946. Era una execució del quartet de corda op. 10 de Claude Debussy.
En el 1947 Lionello Forzanti, el viola del Quartet, abandona al grup per emprendre als Estats Units la carrera de director d'orquestra. Va ser substituït en el seu lloc per Piero Farulli, que va romandre en ell per trenta anys fins a finals dels anys setanta, quan, per problemes de salut, va ser substituït per Dino Asciolla que va treballar amb el quartet fins a la seva definitiva desaparició.
El Quartet ha col·laborat, per a algunes interpretacions, amb grans solistes com Maurizio Pollini o Pierre Fournier. Ha desenvolupat una intensa activitat concertística a Europa i als Estats Units (on, en 1951, el compositor i crític musical Virgil Thomson ho va definir com "indubtablement el millor quartet del nostre segle").
El Quartet va destacar per l'enregistrament del cicle integral dels Quartets de Beethoven, efectuada entre el 1967 i el 1975.[2].
El grup va ser el primer a Itàlia a tocar totes les obres per a quartet de corda del compositor austríac Anton Webern. En el 1970 el compositor florentí Sylvano Bussotti compon expressament per al Quartet un poema simfònic amb intervenció d'orquestra, de títol I semi di Gramsci, dedicat a la gran energia dels quatre músics que van efectuar la primera execució.

## Components
- Paolo Borciani (Reggio Emilia, 21 desembre 1922 – Milano, 5 juliol 1985): primer violí, del 1945 al 1980.
- Elisa Pegreffi (Gènova, 10 juny 1922 – Milano, 14 gener 2016): segon violí, del 1945 al 1980.
- Lionello Forzanti: viola, del 1945 al 1947.
- Piero Farulli (Florència, 13 gener 1920 – Fiésole, 2 setembre 2012): viola, del 1947 al 1977.
- Dino Asciolla: (Roma, 6 juny 1920 – Siena, 9 setembre 1994) viola, del 1977 al 1980.
- Franco Rossi (Venècia, 31 març 1921 - Florència, 28 novembre 2006): violoncel, del 1945 al 1980.

## Discografia
- Beethoven, Quartets (compl.) - Quartetto Italiano, 1975 Philips
- Beethoven, Quartets op. 127, 130, 133 - Quartetto Italiano, Philips
- Beethoven, Quartets op. 131, 132 - Quartetto Italiano, Philips
- Brahms: Piano Quintet Op. 34 - Maurizio Pollini/Quartetto Italiano, 1980 Deutsche Grammophon
- Debussy: String Quartet in G Minor & Ravel: String Quartet in F - Quartetto Italiano, Philips
- Haydn: Three String Quartets - Quartetto Italiano, 1965 Philips
- Mozart, Quartets (compl.) - Quartetto Italiano, 1973 Philips
- Schubert, Quartets n. 12-15 - Quartetto Italiano, 1965/1977 Philips
- Quartetto Italiano, Enregistraments complets Decca, Philips i Deutsche Grammophon - Limited Edition - Decca